# Barry Parker
Barry Parker, arquiteto e urbanista inglês, nascido em Cherterfield em 1867. Ele estudou na South Kensington School of Art de Londres e também estudou design de interiores.

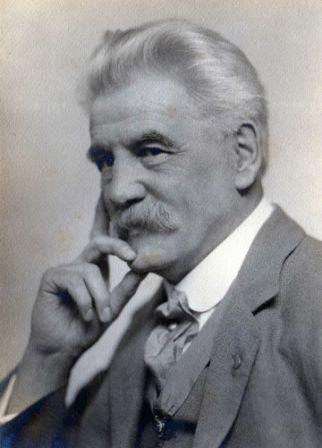
Barry Parker

Junto com Raymond Unwin, com o qual se associou em 1896, Parker se destacou por popularizar o movimento Arts and Crafts, que foi muito popular no início do século XX.
Sua contribuição entretanto é maior no campo do urbanismo, no qual Parker teve oportunidade de projetar bairros e cidades, realizando na prática, a partir de 1902, o conceito de "Cidades-Jardins", nas quais as áreas construídas se harmonizam com espaços verdes em uma ambientação rural. Letchworth e Hampstead são exemplos de cidades construídas sob este conceito.
Trabalhou em Portugal e no Brasil, onde teve participação no projeto e implantação dos bairros paulistanos Jardim América, Alto da Lapa,
Pacaembu e Butantã, mas a influência das ideias de "Cidade-Jardim" é sentida até hoje em projetos urbanos no Brasil.
Barry Parker faleceu em 1947.